# Tríade aumentada
Na música, uma tríade aumentada ou acorde aumentado é uma tríade ou acorde, que consiste em duas terceiras maiores (a quinta aumentada).

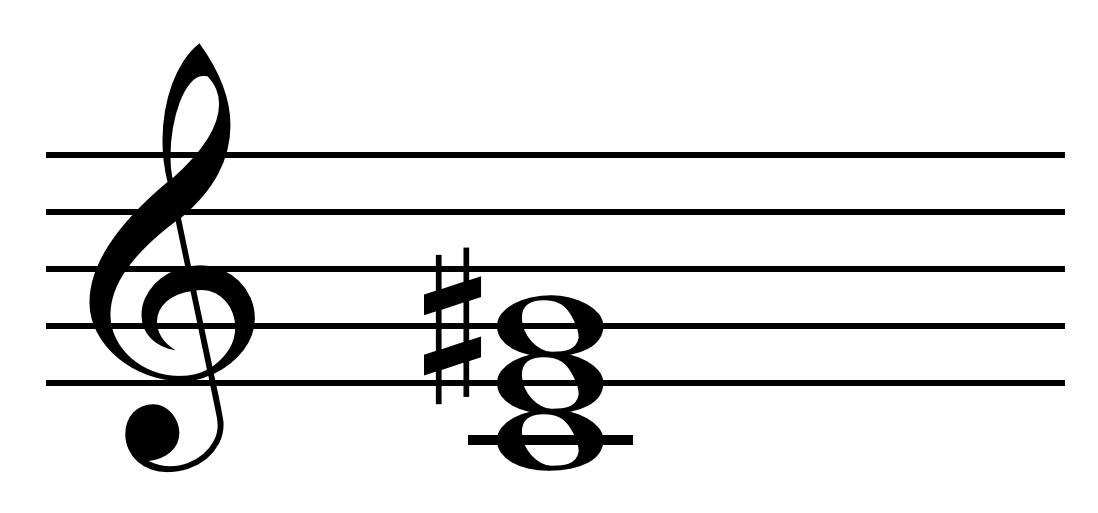
Augmented triad on C.

A tríade aumentada é formada pela nota fundamental, pela terça maior (2 tons da fundamental) e pela quinta aumentada (4 tons da fundamental), e consiste no empilhamento de duas terças maiores (3ª maior + 3ª maior). Para obtermos um acorde aumentado basta adicionar um semitom ao quinto grau (5ª) de um acorde maior.

## Exemplos
Exemplo usando intervalos:
F - 3 - #5
Onde F é a nota fundamental.

Exemplo em Dó:'
Dó - Mi - Sol#  '

## Notações mais comuns
Faum | F+ | F5+ | F(#5)